# Valines
Valines é uma comuna francesa na região administrativa de Altos da França, no departamento de Somme. Estende-se por uma área de 5,25 km². Em 2010 a comuna tinha 643 habitantes (densidade: 122,5 hab./km²).